# Nesticella vanlang
Espèce
Nesticella vanlang est une espèce d'araignées aranéomorphes de la famille des Nesticidae.

## Distribution
Cette espèce est endémique de la province de Ninh Thuận au Viêt Nam,. Elle se rencontre dans le parc national de Nui Chua à 102 m d'altitude.

## Description
La femelle holotype mesure 2,23 mm.

## Étymologie
Son nom d'espèce lui a été donné en référence au lieu de sa découverte, le Van Lang.

## Publication originale
- Lin, Ballarin & Li, 2016 : A survey of the spider family Nesticidae (Arachnida, Araneae) in Asia and Madagascar, with the description of forty-three new species. ZooKeys, no 627, p. 1-168.